# Robert Molle
Robert Molle (* 23. září 1962 Saskatoon, Kanada) je bývalý kanadský zápasník, volnostylař. V roce 1984 na olympijských hrách v Los Angeles v kategorii nad 100 kg vybojoval stříbrnou medaili. V roce 1983 obsadil páté místo na mistrovství světa a třetí místo na Panamerických hrách.